# Michal Žižlavský
Michal Žižlavský (* 22. února 1961) je český advokát a insolvenční správce. Získal ocenění Právník roku 2017. V letech 2013–2021 byl členem Legislativní rady vlády České republiky.
Michal Žižlavský se zaměřuje na český soudní proces a insolvenční právo. Část své praxe působil jako soudce. Je expertem na insolvenci a restrukturalizaci podnikatelů. Jako první insolvenční správce v České republice získal zvláštní povolení k řešení úpadku korporací a finančních institucí podle nového insolvenčního zákona. Toto zvláštní oprávnění mu však bylo na základě neúspěchu při zkoušce odebráno. Platnost zkoušky napadl u soudu a u Nejvyššího správního soudu uspěl. Pracuje na nejvýznamnějších korporátních úpadcích v zemi (OKD, Vítkovice, Sazka). V roce 2020 obdržel prestižní cenu Turnaround Management Association v Londýně za reorganizaci textilní společnosti VEBA. V případě konkursu JHMD vystupoval jako advokát požadující reorganizaci firmy.
V roce 2017 byl potřetí zvolen do představenstva České advokátní komory. Je předsedou Rady expertů Asociace insolvenčních správců. Působí jako člen specializovaného senátu Nejvyššího správního soudu pro kárné delikty soudců. Je spoluautorem velkého Komentáře Insolvenčního zákona a Komentáře Zákona o advokacii. Pravidelně publikuje v odborných právnických časopisech. Radí manažerům a majitelům korporací, a v rámci profesního vzdělávání přednáší advokátům a insolvenčním správcům. Je členem zkušební komise pro advokátní zkoušky.